# 熱電效應
热电效应（英語：Thermoelectric effect）是一個由温差产生电压的直接转换，且反之亦然。简单的放置一个热电装置，当他们的两端有温差时会产生一个电压，而当一个电压施加于其上，他也会产生一个温差。这个效应可以用来产生电能、测量温度，冷却或加热物体。因为这个加热或制冷的方向取決于施加的电压，热电装置让温度控制变得非常的容易。
一般来说，热电效应这个术语包含了三个分别经定义过的效应，赛贝克效应（Seebeck effect，由Thomas Johann Seebeck发现 。）、帕尔帖效应（Peltier effect，由Jean-Charles Peltier发现。），与汤姆森效应（Thomson effect，由威廉·汤姆孙发现）。在很多教科书上，热电效应也被称为帕尔帖-塞贝克效应（Peltier–Seebeck effect）。它同时由法国物理学家讓·查爾斯·佩爾蒂（Jean Charles Athanase Peltier）与爱沙尼亚裔德国物理学家 托马斯·约翰·塞贝克（Thomas Johann Seebeck）分別独立发现。
还有一个术语叫焦耳热，也就是說當一个电压通过一个阻抗物质上，即會產生熱，它是多少有关系的，尽管它不是一个普通的热电效应术语（由於热电裝置的非理想性，它通常被视为一个产生损耗的装置）。帕尔帖-塞贝克效应与汤姆孙效应是热力学可逆的，但是焦耳热是不可逆的。
针对热电效应中的能源转换性能，由麻省理工学院的唐爽和崔瑟豪斯夫人提出的“唐-崔瑟豪斯理论”指出，提高电子-空穴的非对称性、增加有效带隙、带边对齐等方法在大多数半导体材料中均可以提高热电的能源转换率。然而，纳米化的方法更适合运用于低载流子浓度的材料体系。

## 塞贝克效应
德国物理学家托马斯·约翰·塞贝克于1821年发现，将二种不同金属各自的二端分别连接构成的回路，如果两种金属的兩個结点处温度不同，就会在这样的线路内发生电流。这种现象称为赛贝克效应(Seebeck Effect)。
塞贝克发现，当两种不同金属组成闭合回路且兩结点处温度不同时，指南针的指针会发生偏转。于是他认为温差使金属产生了磁场。但是当时塞贝克并没有发现金属回路中的电流，所以他把这个现象叫做“热磁效应”。后来，丹麦物理学家汉斯·奥斯特重新研究了这个现象并称之为“热电效应”。
不同的金属导体（或半导体）具有不同的自由电子密度，当两种不同的金属导体相互接触时，在接触面上的电子就会扩散以消除电子密度的差异，在两块金属的另两个端点形成稳定的电压，电子的扩散速率与接触区的温度成正比。由此产生的电压通常每开尔文温差只有几微伏。
而不同溫度的相同金屬（或半导体）也具有不同的自由电子密度，所以只要维持金属兩端的温差，也能使电子持续扩散，在金属的两个端点形成稳定的电压。
不同的金属與半导体具有不同的塞貝克係數（所产生赛贝克效应大小不同），半導體與金屬的主因略有不同。半导体在不同的溫度下具有不同的载流子密度，當單一半导体兩端具有溫度差時，載子會扩散以消除密度的差异，因而造成電動勢。兩端的温度相差越大，则产生的赛贝克电位差越大。而金屬的自由电子密度與費米能階幾乎不會隨溫度改變，因此金屬的赛贝克效应遠小於半導體。金屬的赛贝克效应由電子的平均自由程來決定。若平均自由程隨溫度上升，則熱端的自由電子有較高的機會向冷端移動，此時的塞貝克係數為負值。反過來說，若電子的平均自由程隨溫度上升而下降，則冷端的自由電子有較高的機會流向熱端，塞貝克係數為正值。
在以下电路中，若電壓計兩端的溫度同為Tr：
由塞贝克效应产生的电压可以表示成：
{\displaystyle V=\int _{T_{1}}^{T_{r}}S_{\mathrm {B} }(T)\,dT+\int _{T_{2}}^{T_{1}}S_{\mathrm {A} }(T)\,dT+\int _{T_{r}}^{T_{2}}S_{\mathrm {B} }(T)\,dT=\int _{T_{1}}^{T_{2}}\left(S_{\mathrm {B} }(T)-S_{\mathrm {A} }(T)\right)\,dT.}
SA和SB是金属A和B的塞貝克係數，T1和T2是两块金属结合处的温度。塞贝克系数取决于温度和材料的分子结构。如果塞贝克系数在实验的温度范围内接近常数，以上方程可以近似成：
{\displaystyle V=(S_{\mathrm {B} }-S_{\mathrm {A} })\cdot (T_{2}-T_{1}).}
將兩種不同的金屬連接，並在兩接點給予溫度差，兩種金屬會分別產生各自的温差电动势。选用适当的二种不同金属製成热电偶，利用赛贝克效应可以直接测量溫差，或者将金属的一端设定到已知温度来测另一端的温度。当几个温差电偶连接在一起时叫做热电堆，用来制造更大的电压。塞贝克效应还可以用来鉴定合金的成分：将未知金属和已知金属连接，并保持温度不变，根据测得的电压可以算出未知金属的塞贝克系数，从而判断它的材料。若使用相同的金屬形成迴路，則會因為溫差造成的電動勢互相抵銷而無法觀察到赛贝克效应。

## 帕尔帖效应
传统上有时称帕尔贴效应是塞贝克效应，但此说法并不严谨。
与塞贝克效应不同，帕尔贴效应可以产生在两种不同金属的交界面，或者一种多相材料的不同相界间，也可以产生在非匀质导体的不同浓度梯度范围内。
当对上述三种材料嵌入回路中并施加电流时，金属1会对金属2或相1对相2，或浓度点C1与C2间产生放热或吸热反应。
帕尔帖效应即為塞贝克效应的反效应，即当在两种金属回路中加入电源产生电势后，不同的金属接触点会有一个温差。

## 汤姆森效应
当电流在温度不均匀的导体中流过时，导体除产生不可逆的焦耳热之外，还要吸收或放出一定的热量（称为汤姆森热）。汤姆森效应是英国物理学家威廉·汤姆森于1854年发现的：将一根导线通恒定电流，由于导线有电阻而发热。再将这根带电的导线的某小局部加热；使它产生温度梯度。这根导线就在原有发热的基础上，出现吸热或放热的现象。或者反过来，当一根金属棒的两端温度不同时，金属棒两端会形成电势差。
一個金屬(或半導體)材料的帕爾帖係數並不是一個定值，也會隨著溫度而改變。在一個具有溫度梯度的導體中，每個位置都可以視為是具有不同帕爾帖係數的材料。當電流通過時，不同的位置會各自產生帕爾帖效應，造成局部的吸熱或放熱。由於金屬的熱導率較高，這些局部的吸收或放出的热能會分散至整個導體，因而造成導體整體的吸熱或放熱。吸热或放热要由恒定电流的方向和导线热梯度的方向而决定。这种现象称为汤姆森效应，汤姆森效应並不會在均匀温度的通电流导体中出现。

## 完整熱電方程式
參見:熱傳學物理＃電子
真正的熱電裝置通常會涉及到多種上述效應的操作。我們可以用種一致而嚴謹的方式將塞貝克效應、帕尔帖效應和湯姆遜效應結合起來;同時包含焦耳加熱和普通熱傳導的影響。 如上所述，塞貝克效應會產生電動勢，進而得到電流方程
{\displaystyle \mathbf {J} =\sigma (-{\boldsymbol {\nabla }}V-S\nabla T).}
為了描述帕尔帖效應和湯姆森效應，我們必須考慮能量流。如果溫度和電荷隨時間變化，則能量累積量{\displaystyle {\dot {e}}}的完整熱電方程式為
{\displaystyle {\dot {e}}=\nabla \cdot (\kappa \nabla T)-\nabla \cdot (V+\Pi )\mathbf {J} +{\dot {q}}_{\text{ext}},}
{\displaystyle \kappa }是熱導率。第一項是傅里葉熱傳導定律，第二項表示電流攜帶的能量。第三項{\displaystyle {\dot {q}}_{\text{ext}}}是從外部熱源輸入的熱量(如果適用的話)。
材料若達到穩態，那麼電荷和溫度就呈現穩定的分佈, 所以 {\displaystyle {\dot {e}}=0} 和{\displaystyle \nabla \cdot \mathbf {J} =0}。利用這些事實和第二湯姆森關係（見下文），可以將熱方程簡化為
{\displaystyle -{\dot {q}}_{\text{ext}}=\nabla \cdot (\kappa \nabla T)+\mathbf {J} \cdot \left(\sigma ^{-1}\mathbf {J} \right)-T\mathbf {J} \cdot \nabla S.}
中間項是焦耳熱，最後一項包括帕尔帖效應 ( 在交界處的{\displaystyle \nabla S}) 和湯姆森效應 (在熱梯度中的{\displaystyle \nabla S} )。結合塞貝克方程 {\displaystyle \mathbf {J} }，該方法可用於求解複雜系統的穩態電壓分佈和溫度分佈。
如果物質不是處於穩定狀態，那麼完整的描述則需要納入動態效應，像是與電容、電感和熱容有關的動態效應。